# Straight Between the Eyes
Straight Between the Eyes es el sexto álbum de estudio de la banda de hard rock, Rainbow, lanzado en el año 1982.
La formación del grupo es la misma que había grabado el anterior disco Difficult to Cure, con la excepción de David Rosenthal, quien reemplazó a Don Airey en los teclados para este trabajo.
Para la canción "Death Alley Driver" se realizó un videoclip, en el cual aparece un primitivo videojuego (el "Turbo") de la compañía Sega.

## Lista de canciones
- Todas las composiciones a cargo de Ritchie Blackmore, Joe Lynn Turner, y Roger Glover , exceptuando las indicadas entre paréntesis.

Lado A
1. "Death Alley Driver" (Blackmore, Turner) – 4:42
2. "Stone Cold" – 5:17
3. "Bring on the Night (Dream Chaser)" – 4:06
4. "Tite Squeeze" – 3:15
5. "Tearin' Out My Heart" – 4:03

Lado B
1. "Power" – 4:26
2. "MISS Mistreated" (Blackmore, Turner, David Rosenthal) – 4:27
3. "Rock Fever" (Blackmore, Turner) – 3:50
4. "Eyes of Fire" (Blackmore, Turner, Bobby Rondinelli) – 6:37

## Personal
- Ritchie Blackmore - guitarra (Fender Strat, Marshall)
- Joe Lynn Turner - voz
- Roger Glover - bajo (Hondo Longhorn 4 & 8 string)
- Bobby Rondinelli - batería (Yamaha Corporation, Sonor & Paiste)
- David Rosenthal - teclados (Oberheim, Moog, Roland, Hammond & Hohner)

## Información técnica adicional
- Ingeniero: Nick Blagona (asistido por Robbie Whelan)
- Grabado en Le Studio, Morin Heights, Canadá
- Mezcla digital por Roger Glover y Nick Blagona
- Masterización digital por Greg Calbi, Sterling Studios, New York

## Sencillos
- 1982 - Stone Cold/Rock Fever
- 1982 - Death Alley Driver/Power (Japón)